# Ördögűzés Emily Rose üdvéért
Az Ördögűzés Emily Rose üdvéért (eredeti cím: The Exorcism of Emily Rose) 2005-ben bemutatott amerikai természetfeletti horror-filmdráma Scott Derrickson rendezésében. A főszerepben Laura Linney és Tom Wilkinson látható. A film Anneliese Michel története alapján készült.         
( kitaláció alapján)
A film 2005. szeptember 9-én jelent meg.

## Rövid történet
Egy ügyvéd elvállal egy gondatlanságból elkövetett emberölési ügyet, amelyben egy fiatal lányon ördögűzést végző pap vesz részt.

## Szereplők
| Szerep                    | Színész            | Szinkronhang    |
| ------------------------- | ------------------ | --------------- |
| Erin Bruner               | Laura Linney       | Fehér Anna      |
| Moore atya                | Tom Wilkinson      | Szilágyi Tibor  |
| Ethan Thomas              | Campbell Scott     | Epres Attila    |
| Emily Rose                | Jennifer Carpenter | Vadász Bea      |
| Karl Gunderson            | Colm Feore         | Jakab Csaba     |
| Jason                     | Joshua Close       |                 |
| Dr. Mueller               | Kenneth Welsh      | Szokolay Ottó   |
| Dr. Cartwright            | Duncan Fraser      | Kristóf Tibor   |
| Ray                       | JR Bourne          | Széles Tamás    |
| Brewster bírónő           | Mary Beth Hurt     | Andai Kati      |
| Dr. Briggs                | Henry Czerny       | Koncz István    |
| Dr. Adani                 | Shohreh Aghdashloo | Nyakó Júlia     |
| Dr. Vogel                 | Mary Black         | Kassai Ilona    |
| Nathaniel Rose            | Andrew Wheeler     | Pálfai Péter    |
| Maria Rose                | Marilyn Norry      |                 |
| Alice Rose                | Katie Keating      |                 |
| Emily húga                | Iris Graham        |                 |
| Emily húga                | Taylor Hill        |                 |
| Orvosszakértő             | Terence Kelly      | Versényi László |
| Esküdtszék elnöke         | Lorena Gale        | Bessenyei Emma  |
| Helyszíni riporter        | Darrin Maharaj     | Csuha Lajos     |
| Bemondónő                 | Joanna Piros       | Keönch Anna     |
| Helyettes kerületi ügyész | Marsha Regis       | Keönch Anna     |
| Kerületi ügyész           | Julian Christopher |                 |
| Helyettes kerületi ügyész | Aaron Douglas      |                 |
| Helyettes kerületi ügyész | Chelah Horsdal     |                 |
| Helyszínelő rendőr        | Michael Jonsson    |                 |
| Törvényszolga             | Bobby Stewart      |                 |
| TV-riporter               | Clay St. Thomas    |                 |

## Gyártás
A forgatókönyvet Scott Derrickson és Paul Harris Boardman írták.
Emily Rose karakterét Anneliese Michel története ihlette. Hans-Christian Schmid német rendező ugyanebben az időben, 2006 végén készítette el saját Requiem című filmjét, szintén Michel története alapján. Linney ajánlotta Carpentert erre a szerepre, miután együtt dolgozott vele egy színdarabban.
A film zenéjét Sara Niemietz szerezte.

## Bevétel
A film 75,1 millió dolláros bevételt hozott a hazai piacon, világszerte pedig 144,2 millió dollárt szerzett a 19 millió dolláros költségvetésével szemben. Derrickson szerint a film nem volt olyan sikeres, mint ahogyan szerette volna.